# مقصدهای پروازی اویانکا پرو
مقصدهای پروازی اویانکا پرو به شرح زیر است:
|  | قطب              |
|  | مسیرهای آتی      |
|  | مسیرهای متوقف‌شده |